# André Marchand (Pianist)

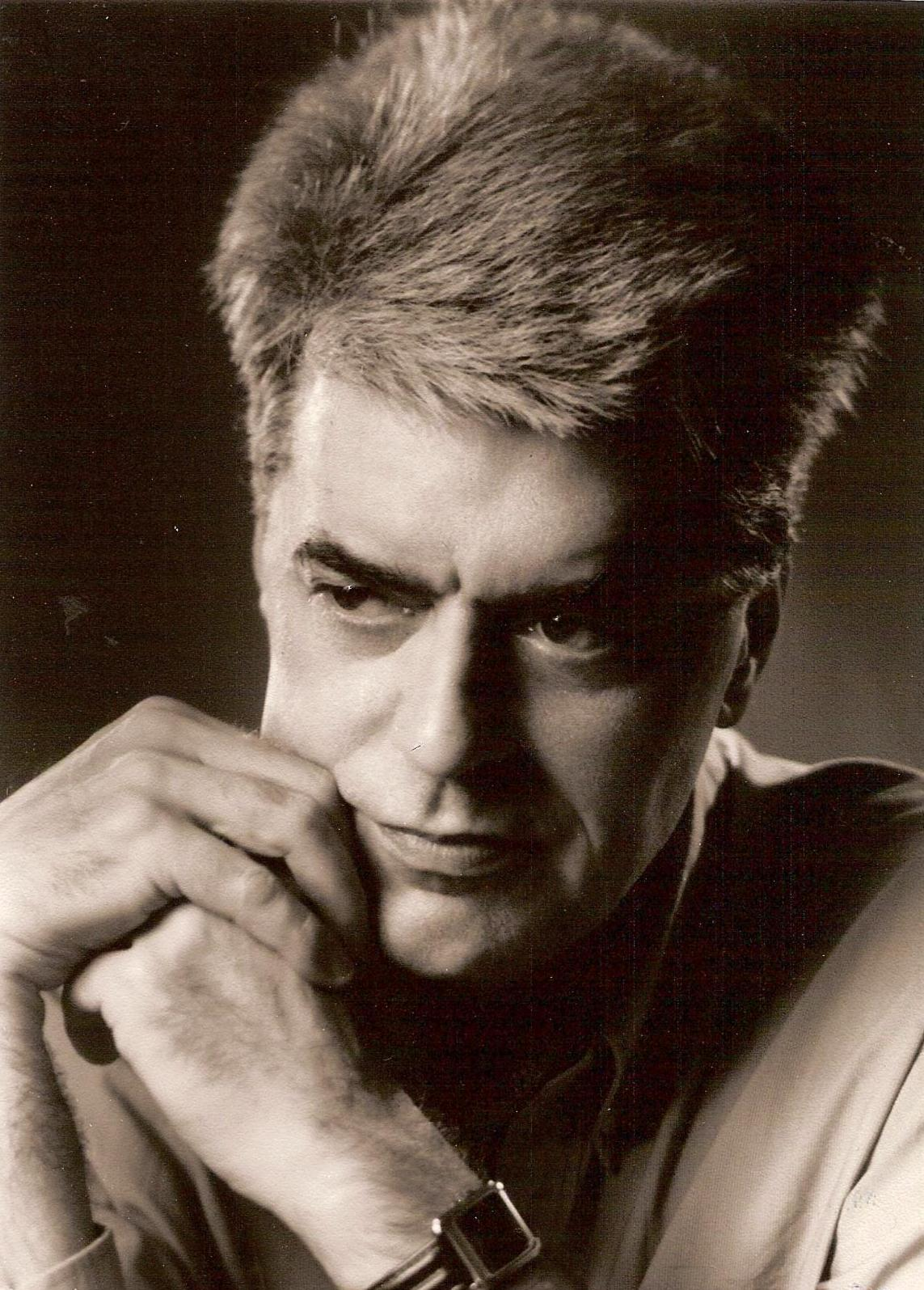
André Marchand

André Marchand (* 27. Februar 1945 in Dresden; † 19. Januar 2021) war ein deutscher Pianist.

## Leben
Väterlicherseits ist er hugenottischer Abstammung. Er wuchs als Mitglied des Dresdner Kreuzchors unter Rudolf Mauersberger auf. Der sächsischen Chortradition mit ihren Eckpfeilern Heinrich Schütz und Johann Sebastian Bach verdankt er entscheidende Impulse für sein Musikertum.
Nach der Übersiedlung nach Westdeutschland begann Marchand an der Hochschule für Musik Freiburg sein Musikstudium und gleichzeitig studierte er an der Universität Freiburg Germanistik, Romanistik und Philosophie. Neben Klavier belegte er Dirigieren, Kammermusik, Lied und Komposition. Vor Studienabschluss bei Carl Seemann wurde er Preisträger des Deutschen Hochschulwettbewerbs und Stipendiat der Studienstiftung des deutschen Volkes, die ihm einen dreijährigen Studienaufenthalt in Paris ermöglichte. Er studierte am Conservatoire National bei Pierre Sancan, sowie an der École normale de musique de Paris bei Yvonne Lefébure und Thierry de Brunhoff, in dessen Klasse er die Licence de Concert mit Auszeichnung erwarb. Er war Stipendiat der Fondation Albert Roussel. In dieser Zeit hatte er  Unterricht bei Dieter Weber  und Kurse bei Claudio Arrau, Stefan Askenase, Max Deutsch und Nadia Boulanger.
Von Paris aus wurde er 27-jährig als Gastprofessor an die University of Wisconsin berufen, zudem an die University of Iowa als Associate in Performance des Center for New Music (Rockefeller-Stipendiat). Er wurde Preisträger der Young Artists in Concert, New York. Nach dem Gewinn der Konzerte „Junger Künstler“ des Deutschen Musikrats kehrte er nach Deutschland zurück. Eine internationale Konzertkarriere mit Stationen in Südkorea, Nordafrika, Sowjetunion, Italien, USA, Japan, Griechenland, Schweden und weiteren schloss sich an. 1975 erhielt einen Ruf auf eine Professur an die Musikhochschule Freiburg und wechselte 1985 in gleicher Funktion an die Musikhochschule Stuttgart. Internationale Konzertverpflichtungen in Verbindung mit dem Goethe-Institut haben ihn immer wieder nach Asien und USA sowie in 12 afrikanische Länder geführt. Meisterkurse hat er auch in Vicenza (Italien), Calonge (Spanien) und Krakau gegeben. In Stuttgart leitet er einen jährlichen Klavierkurs im Piano-Centrum Matthaes.
Er war Solist des Sinfonieorchesters Tokio, des New Japan Philharmonic, des Sinfonieorchesters Sapporo, der Seoul Sinfonietta, des National Orchester Kairo, des Vicenza Piano Quartet und des Fine Arts Quartet. Marchands Repertoire geht von der Renaissance bis zur Moderne. In Stuttgart war er seit 1985 fast jedes Jahr mit großen Konzertprogrammen zu hören.
Viele seiner Studenten sind bereits Professoren an deutschen, amerikanischen, japanischen, spanischen und koreanischen Hochschulen. Marchands Unterricht und Spiel sind vom Textverständnis der Seemann-Schule und den pianistischen Prinzipien der Cortot-Schule geprägt. Aber auch die Wiener Aufführungspraxis Josef Mertins hat über das Cembalo- und Clavichordspiel Einfluss auf sein Spiel und seine Lehre genommen. Aufnahmen erfolgten bei EMI, DG-Debut, CRI, NHK, KBS, SWR, WDR und RIAS (u. a. Scarlatti, Bach, Clementi, Schubert, Weber, Schumann, Chopin, Scriabin).